# نووی زیرگان
نووی زیرگان (انگلیسی: Novy Zirgan) یک شهرک در شهرستان خایبولینسکی استان باشقیرستان کشور روسیه است.